# 팔란티르
팔란티르는 《반지의 제왕》에 등장하는 페아노르의 발명품이다. 원거리 통신, 정보 탐색에 이용되었다.
작중에서 사루만과 사우론, 데네소르와 사우론, 아라고른과 사우론이 서로 정보 탐색을 위해 이용하는 모습을 보였다.
원래 요정의 물건이었으나 에다인에게 소유권이 넘어갔고 부흥과 쇠퇴를 겪으며 소실이 일어난다.
모르도르의 사우론은 미나스 이실의 팔란티르를 확보하여 그의 권능으로 다른 이용자들의 소통을 방해하여 위급한 사태가 아니라면 인물 간의 대화를 위해 이용되지 않았다.